# Підкамінь (заказник)
Підка́мінь — лісовий заказник місцевого значення в Україні. Розташований у межах Бродівського району Львівської області, на північ від с. Голубиця. 
Площа — 60,5 га. Створена рішенням Львівської обласної ради від 22.12.1998 року, № 118 з метою збереження цінного високопродуктивного насадження бука звичайного. Перебуває у віданні ДП «Бродівське ЛГ» (Підкамінське л-во, кв. 48, вид. 1). 
Входить до складу Національного природного парку «Північне Поділля».